# Hyaleucerea erythrotela
Hyaleucerea erythrotela är en fjärilsart som beskrevs av Walker 1854. Hyaleucerea erythrotela ingår i släktet Hyaleucerea och familjen björnspinnare. Inga underarter finns listade i Catalogue of Life.